# John Dahlbäck
John Dahlbäck (* 13. Oktober 1985 in Stockholm) ist ein schwedischer House-DJ und Produzent.

## Biographie
John Dahlbäck stammt aus einer musikalischen Familie. Durch seinen Cousin Jesper Dahlbäck inspiriert, begann er im Alter von 15 Jahren mit dem Atari seines Vaters elektronische Musik zu produzieren. Später gründete er das Label Pickadoll. Mit David Ekenbäck führt er neben dem Projekt Beckster auch das Label Jackmoves.
Am Anfang seiner Karriere veröffentlichte er Deep-House-Produktionen. Später folgten härtere Veröffentlichungen mit Anleihen an alte Chicago-House-Tunes.
Dahlbäck arbeitet eher schnell. Seine Produktionen erscheinen in einem monatlichen Rhythmus, oft sind es bis zu drei Arbeiten oder Remixe.

### Pseudonyme
Seine Soloproduktionen veröffentlicht er unter seinem bürgerlichen Namen sowie als Hug und Huggotron. Zusammen mit Cousin Jesper Dahlbäck ist er als Hugg & Pepp unterwegs. Außerdem produziert er noch zusammen mit Mark O’Sullivan, der beim Projekt DK7 ist, als Mark & John.

## Diskografie

### Alben
- 2005: Shades Of Shadow
- 2005: Man From The Fall
- 2006: At The Gun Show
- 2008: Winners & Fools
- 2010: Mutants
- 2016: Saga

### Singles
- 2003: Warm Breeze
- 2006: At The Gun Show
- 2006: Everywhere
- 2007: Sting
- 2008: Blink
- 2008: Hustle Up
- 2008: More Than I Wanted
- 2008: Can´t Slow Down
- 2009: Out There (feat. Basto)
- 2009: Autumn
- 2010: Love Inside
- 2010: Bingo!
- 2013: Nuke
- 2013: We Were Gods (feat. Lucas Nord & Urban Cone)
- 2015: Raven
- 2015: Count To Ten (feat. Alexx Mack)
- 2016: Ain´t You
- 2016: New York City (feat. Luke McMaster)

### Remixe
- 2011: Avicii feat. Andy P – Don't Hold Back (mit Avicii)
- 2012: Pet Shop Boys – Winner